# Harold, der Drachentöter
Harold, der Drachentöter (Originaltitel: Welcome Danger) ist eine US-amerikanische Slapstickkomödie mit Krimielementen aus dem Jahre 1929 von Clyde Bruckman mit Harold Lloyd, der auch als Produzent verantwortlich zeichnete, in der Titelrolle. Es war Lloyds erster Tonfilm.

## Handlung
Der sanftmütige Harold Bledsoe führt ein geregeltes und höchst unspektakuläres Leben als Botaniker. Eines Tages bittet ihn der Police Captain Walton nach San Francisco zu kommen. Dort soll Harold, Sohn des früheren Polizeichefs der Stadt, im Kampf gegen die in chinesischer Hand befindlichen Opiumhöhlen wichtige Beihilfe leisten. Auf dem Weg dorthin macht Bledsoes Zug einen kurzen Halt, denn eine kleine Reparatur ist fällig. Harold nutzt die Gunst der Stunde und verlässt seinen Waggon, da er auf einem Baum eine ihm interessant erscheinende, seltene Blüte gesichtet hat. Um dieser näher zu kommen, besteigt Bledsoe kurzerhand eine Kuh, die prompt beim Signalgeräusch des Zuges, mit der die Weiterfahrt angezeigt werden soll, vor Schreck mit Harold auf ihr davongaloppiert. Der Zug nach San Francisco fährt ohne ihn weiter.
Harold hat Glück im Unglück: Er begegnet der jungen Billie Lee, die mit ihrem Auto ihren gehbehinderten kleinen Bruder Buddy zu einer wichtigen Operation nach San Francisco fahren will. Billie hat ein Maschinenproblem, das Bledsoe beseitigen möchte, ohne dabei wirkliches Geschick an den Tag zu legen. Sie nimmt ihn dennoch mit. Harold macht derbe Späße mit Billie, weil sie mit dem Overall, den sie trägt, und der Kappe auf dem Kopf eher wie ein Junge aus einer Reparaturwerkstatt aussieht. Durch eine weitere Unachtsamkeit hat Billie nun ein echtes Motorproblem, und sie ist gezwungen, mit Harold irgendwo im Nirgendwo zu übernachten. Da Bledsoes Frechheiten ihr gegenüber nicht nachlassen, entscheidet Billie, sich in einem Zelt umzuziehen. Als sie wiederkehrt, steht vor Bledsoe eine hübsche, junge Dame. Er ist derart schockiert – auch über sein patziges, kumpelhaftes Verhalten – dass er erst einmal davon rennt. Billie ergreift Harold, und beide beginnen noch einmal von vorn. Später trennen sie sich, und Harold nimmt einen weiteren Zug, der ihn an die Westküste bringen soll.
In San Francisco führt in der Zwischenzeit Captain Walton Gespräche mit dem chinesischstämmigen Arzt Dr. Chang Gow, der rein gar nichts von Drogen hält. Er ist derjenige Chirurg, der Buddys Bein wieder richten soll. Auch John Thorne, der sich als wohlanständiger Staatsbürger gibt, tut sehr harmlos und spielt den wohlanständigen Bürger. In Wahrheit ist er aber der Anführer der hiesigen Drogengangster und nennt sich „The Dragon“. In San Francisco angekommen, macht der auf Captain Walton zunächst harmlos wirkende Harold sogleich eine gute Figur, als er einen Kriminellen entwaffnet, der im Polizeibüro mehrere Beamte als Geiseln genommen hat. Bledsoe lernt alles über das Abnehmen von Fingerabdrücken und belästigt, äußerst fasziniert von dieser Art der Tätersuche, sogleich jeden Besucher der Polizeistation damit, von ihm Fingerabdrücke nehmen zu wollen. Auch der mutmaßlich unbescholtene John Thorne muss „dran glauben“. Der diensthabende Sergeant auf dem Revier ist zunehmend genervt und will den Neuling, der überall „dazwischenfunkt“, schnellstens wieder loswerden. Und so entscheidet er sich dafür, Harold mit einem ausgesuchten Paar Fingerabdrücken – ausgerechnet denen von Thorne, von denen der Sergeant behauptet, dies seien die Abdrücke des „Drachen“ – auf geheime Mission nach Chinatown zu entsenden. Hier solle er versuchen, die Unterweltbande zu infiltrieren. Man ist sich sicher, dass Bledsoe die nächste Zeit erst einmal beschäftigt ist.
Während seines Streifzugs durch Chinatown sieht Harold Billie wieder und begrüßt sie. Er will ihr ein kleines Geschenk machen und versucht, eine besonders schöne Topfpflanze in einem chinesischen Blumengeschäft zu erwerben, doch aus unverständlichen Gründen verweigert man Bledsoe hartnäckig den Verkauf eben dieser Blume. Harold ist sehr hartnäckig, wirft kurzerhand dem Verkäufer Geld vor die Füße und rennt mit der Pflanze davon, immer zwei Chinesen an den Fersen. Schließlich entkommt Harold und geht zu Billie, wo gerade Dr. Gow sich Buddys lahmes Bein anschaut. Durch eine Unachtsamkeit fällt der Blumentopf zu Boden und zerbricht. Anstatt Erde findet sich ein kleines Päckchen mit Opium darin. Dr. Gow warnt Billie und Harold, jemandem etwas von diesem Fund zu sagen und begibt sich zu dem Blumengeschäft, wo er gekidnappt wird. Bald darauf berichtet der Rundfunk von Gows Entführung. Da durch sein Verschwinden Buddys Chancen auf Heilung gleich Null sein könnten, macht sich Harold sogleich auf die Suche nach dem Mediziner.
Aufgrund des Drogenfunds schließt Bledsoe nicht zu Unrecht darauf, dass das Blumengeschäft in Chinatown die Zentrale der Opium-Gangsterbande sein müsse. Vor Ort trifft er auf Officer Clancy, den er bereits von der Polizeistation kennt. Beide begeben sich in den Laden, wo man sie schon erwartet hat und mit allerlei Grusel-Gimmicks zu verwirren und von einem weiteren Vordringen abzuschrecken versucht. Clancy geht kurz fort, um telefonisch Verstärkung anzufordern. Bald kommt es zur offenen Konfrontation zwischen Bledsoe, der sich als Chinese verkleidet hat, und den Bandenmitgliedern. Während Harold sich durch die Kellerräume unterhalb des Blumenladens tastet, bereitet der „Drachen“ bereits die Ermordung Dr. Gows vor. Es kommt zum Zweikampf, Harold gegen den „Drachen“. Zwar kann die Tötung Gows verhindert werden, doch gelingt es dem Bandenchef mit seiner Geisel zu entkommen. Die Verstärkung naht und nimmt die untergeordneten Banden-Chinesen fest. Wieder auf dem Polizeirevier gibt es für Harold gleich zwei Überraschungen: Billie erwartet ihn bereits, und man teilt ihm mit, dass man ihn mit dem mitgegebenen Fingerabdruck des angeblichen „Drachen“ nur gefoppt habe. Dann aber entdeckt Harold einen echten Fingerabdruck auf seiner Stirn, den der wahre „Drache“ beim Kampf mit ihm hinterlassen hat.
Tatsächlich gleicht dieser Fingerabdruck aufs Haar genau dem Thornes. Die Polizistenkollegen können das nicht glauben und lachen Bledsoe aus, gilt John Thorne doch als Ehrenmann vom Scheitel bis zur Sohle. Als Thorne auf dem Revier auftaucht, konfrontiert ihn Harold von Angesicht zu Angesicht mit seinen Erkenntnissen. Der bleibt cool, während man nun Harold wegen seiner angeblichen Übergriffe vorübergehend einbuchtet. Doch Bledsoe kann entwischen und folgt Thorne heimlich in sein Haus. Der glaubt sich hier sicher, sodass Harold Thorne sogar ein Geständnis entlocken kann. Die Polizei erscheint, weil man Harold gefolgt ist. Noch immer will niemand glauben, dass John Thorne der „Drache“ ist. Dann aber entdeckt Harold Dr. Gow geknebelt und gefesselt in einem Schrank in Thornes Arbeitszimmer. Thorne wird verhaftet, und Billie nimmt Harolds ungelenken Heiratsantrag an.

## Produktionsnotizen
Lloyds erster Tonfilm, Harold, der Drachentöter, entstand Mitte 1929 und wurde am 12. Oktober 1929 uraufgeführt. Die deutsche Premiere erfolgte am 7. Januar 1931. Am 16. Juni 1980 fand im ZDF die deutsche Fernsehpremiere statt. Die deutsche Synchronisation wurde durch das ZDF in Auftrag gegeben und in den Alster Studios unter Redaktion von Jürgen Labenski durchgeführt. Die Dialogregie hatte Peter Kirchberger. Gesprochen wurde Harold Lloyd von Lutz Mackensy.

## Wissenswertes
Regisseur Malcolm St. Clair hatte den Film stumm begonnen. Mit der Übernahme der Regie durch Clyde Bruckman wurde das Gesamtkonzept auf Tonfilm umgeändert. Der Film hatte ursprünglich eine Lauflänge von 2 Stunden 45 Minuten und kam in dieser Fassung bei einer Testvorführung mit Publikum durchaus an. Dennoch schien diese Länge allzu publikumsfeindlich, und man entschied sich, in etwa die Hälfte von Welcome Danger herauszuschneiden. Dann begann man mit der Synchronarbeit. Der Film war ein großer Kassenerfolg. Die Gesamtkosten betrugen 980.000 US-Dollar, die Einnahmen lagen bei nahezu drei Millionen Dollar. Damit war Harold, der Drachentöter der erfolgreichste Lloyd-Streifen seit Der Sportstudent.

## Kritiken
Das Fachblatt Variety urteilte im Oktober 1929, dass Lloyd „den Tonfilm nicht zu fürchten“ habe und fügte hinzu, „Seine Stimme kommt hervorragend rüber, und sie zeigt Persönlichkeit in ihrer Wiedergabe“.
Mordaunt Hall von The New York Times schrieb zu Lloyds erstem Tonfilm: „Mr. Lloyds Stimme mag nicht besonders beeindruckend sein, aber sie passt zu seiner Persönlichkeit. (…) Dieser Film löste gestern Nachmittag Gelächter aus und gleichzeitig schienen einige im Publikum mit dem Ausgang des fieberhaften Geschehens rundum zufrieden zu sein. Es ist ein Film voller genialer Gags, aber der Dialog ist ausnahmslos amateurhaft. Es ist urkomisch, aber nie so ansprechend wie „Speedy“, Mr. Lloyds letztem Versuch. Es hat eine Reihe von wild absurden Vorfällen, die nichtsdestoweniger oft lustig sind. Während man über sie lacht, kann man auch anmerken, wie dumm sie sind …“
Halliwell‘s Film Guide resümierte: „Mäßige frühe Tonfilmkomödie, die zeigen, dass der Star einige Probleme mit Tempo und Dialog hatte.“
Im Filmdienst heißt es: „Lloyds erster Tonfilm, dem man anmerkt, daß er noch als Stummfilm konzipiert und mit heute als überlang empfundenen Dialogpassagen angereichert wurde. Trotz der durch die neue Technik bedingten Längen bleibt der Film als Zeitdokument wie um einiger unvergleichlicher Gagsequenzen willen sehenswert.“